# Élections législatives seychelloises de 2002
Les élections législatives seychelloises de 2002 ont lieu du 4 au 6 décembre 2002 de manière anticipées, afin de renouveler les 34 membres de l'Assemblée nationale des Seychelles. Il s'agit des troisième élections législatives à se tenir depuis le retour de la démocratie dans le pays avec la promulgation de la Constitution de 1993.
Elles sont remportées par le Front progressiste populaire des Seychelles (SPPF), au pouvoir depuis 1977.

## Système électoral
L'Assemblée nationale est le parlement monocaméral des Seychelles, il est composé de 34 sièges pourvus pour cinq ans selon un mode de scrutin parallèle.
Sont ainsi à pourvoir 26 sièges au scrutin uninominal majoritaire à un tour dans autant de circonscriptions électorales, auxquels se rajoutent jusqu'à 9 sièges pourvus au scrutin proportionnel plurinominal dans une unique circonscription nationale, chaque parti obtenant un siège par tranche de 10 % des votes valides obtenus.

## Résultats
|                           |                                                    |        |       |        |        |        |               |  |  |  |  |  |  |  |
| Partis                    | Partis                                             | Voix   | %     | Sièges | Sièges | Sièges | +/-           |  |  |  |  |  |  |  |
| Partis                    | Partis                                             | Voix   | %     | SM     | SP     | Total  | +/-           |  |  |  |  |  |  |  |
|                           | Front progressiste populaire des Seychelles (SPPF) | 28 075 | 54,27 | 18     | 5      | 23     | 7             |  |  |  |  |  |  |  |
|                           | Parti national des Seychelles (SNP)                | 22 030 | 42,59 | 7      | 4      | 11     | 8             |  |  |  |  |  |  |  |
|                           | Parti démocratique seychellois (SDP)               | 1 605  | 3,10  | 0      | 0      | 0      | 1             |  |  |  |  |  |  |  |
|                           | Alliance sociale-démocrate (SDA)                   | 16     | 0,03  | 0      | 0      | 0      | Nv            |  |  |  |  |  |  |  |
|                           | Indépendants                                       | 4      | 0,01  | 0      | 0      | 0      | en stagnation |  |  |  |  |  |  |  |
|                           |                                                    |        |       |        |        |        |               |  |  |  |  |  |  |  |
| Votes valides             | Votes valides                                      | 51 730 | 98,16 |        |        |        |               |  |  |  |  |  |  |  |
| Votes blancs et invalides | Votes blancs et invalides                          | 969    | 1,84  |        |        |        |               |  |  |  |  |  |  |  |
| Total                     | Total                                              | 52 699 | 100   | 25     | 9      | 34     | en stagnation |  |  |  |  |  |  |  |
| Abstentions               | Abstentions                                        | 9 651  | 15,48 |        |        |        |               |  |  |  |  |  |  |  |
| Inscrits/Participation    | Inscrits/Participation                             | 62 350 | 84,52 |        |        |        |               |  |  |  |  |  |  |  |